# حكومة مؤقتة

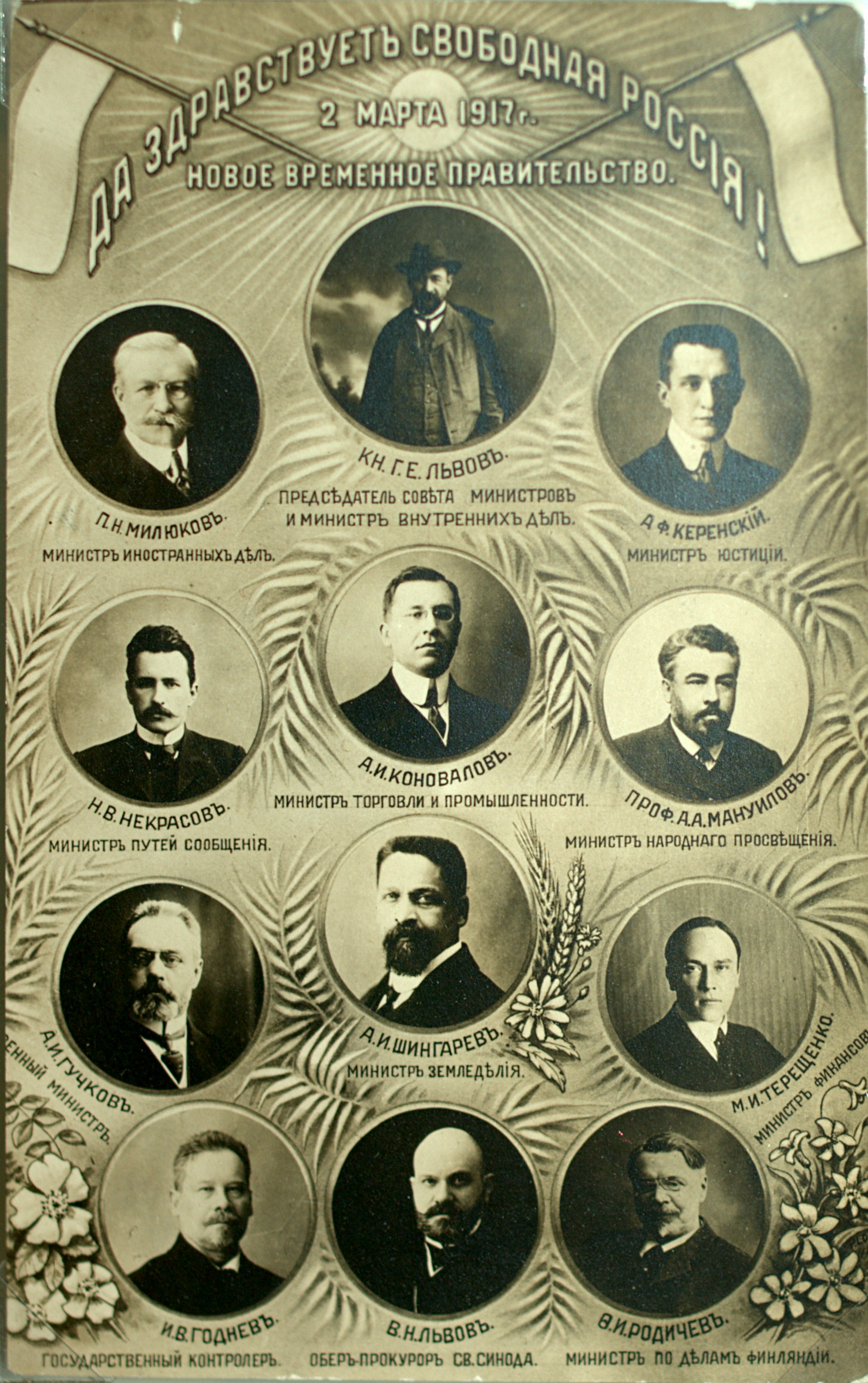

الحكومة المؤقتة هي حكومة طارئة أو مؤقتة تشكل عند وجود فراغ سياسي سببه سقوط الإدارة أو النظام الحاكم. وتكون هذه الحكومات عادة بعد زوال نظام حكم معين والانتقال إلى نظام حكم جديد فعلى سبيل المثال مثلت الحكومة الروسية المؤقتة مرحلة انتقال ما بين النظام القيصري والنظام الجمهوري الثوري الشيوعي. ومثلت حكومة فرنسا المؤقتة مرحلة انتقال ما بين الاحتلال النازي وتكوين الجمهورية الفرنسية الرابعة. وتختلف الحكومة المؤقتة عن حكومة تصريف الأعمال التي تُكون في الفترة ما بين انتهاء فترة الحكومة السابقة وبدء أعمال الحكومة الجديدة.

## أمثلة
- سلطة الائتلاف المؤقتة في العراق بعد سقوط نظام صدام حسين.
- حكومة تصريف الأعمال لأحمد شفيق بعد الثورة المصرية.
- المجلس الانتقالي الليبي بعد سقوط القذافي خلال الثورة الليبية.